# Betonowiec

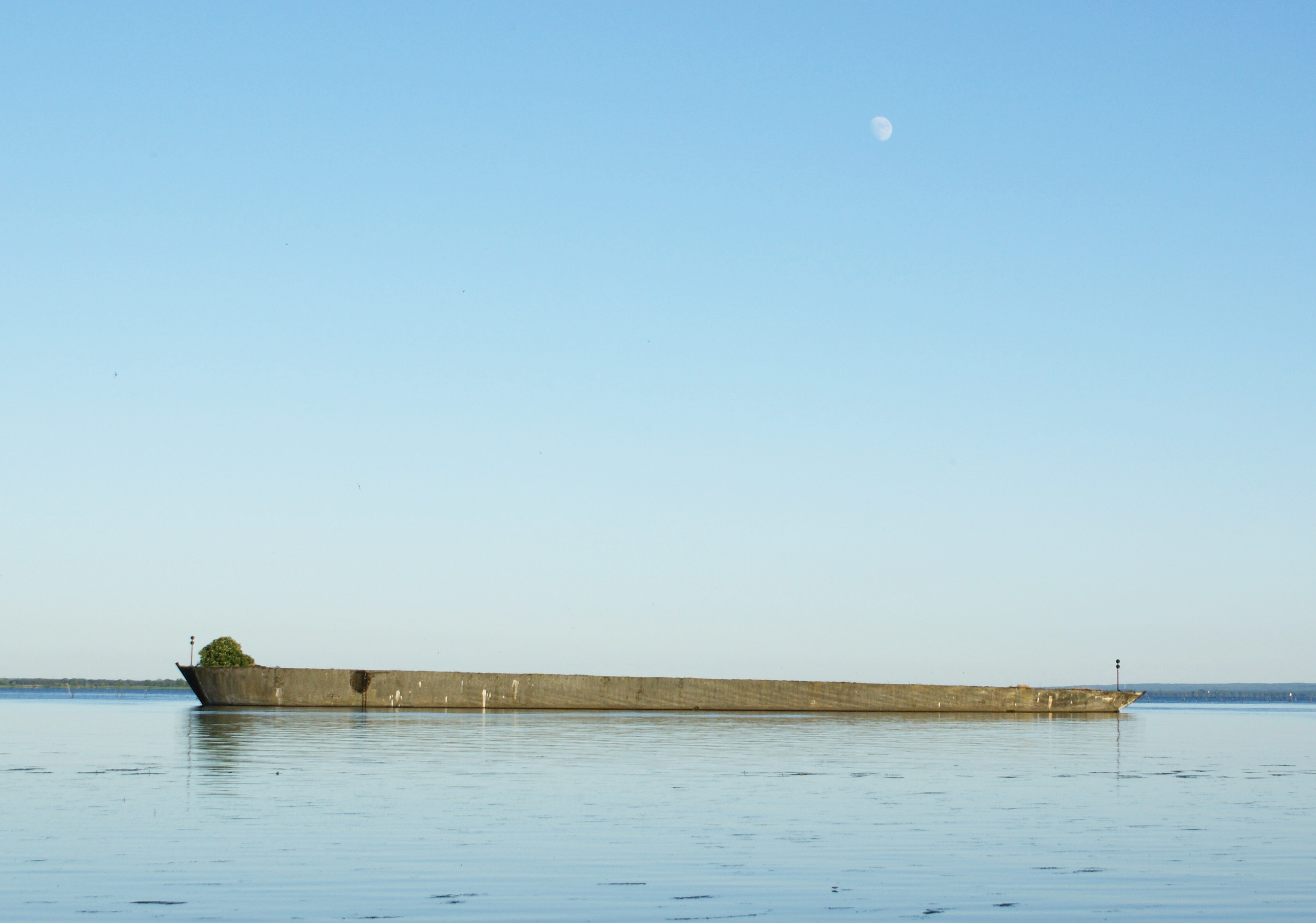
Kadłub Ulrich Finsterwalder na jeziorze Dąbie w Szczecinie

Betonowiec – statek o kadłubie zbudowanym z żelbetu. Konstrukcje tego rodzaju były budowane od połowy XIX wieku, szczególnie w czasie wojen światowych przez między innymi Niemców i Amerykanów.

## Historia
Najstarszymi znanymi jednostkami pływającymi o kadłubie konstrukcji żelazobetonowej były dinghy budowane przez Josepha-Louisa Lambota na południu Francji w 1848. Łodzie te zostały wystawione na Exposition Universelle w Paryżu w 1855.
Od lat 60. XIX wieku w Europie budowane były barki rzeczne, a około 1896 włoski inżynier Carlo Gabellini zapoczątkował produkcję niewielkich statków morskich. Najsłynniejszy statek jego konstrukcji nosił nazwę Liguria.
Między 1908 i 1914, większe barki zaczęto produkować w Niemczech, Wielkiej Brytanii, Holandii, Norwegii i Kalifornii. Statek z tamtego okresu Violette zachował się w Hoo, w hrabstwie Kent w Wielkiej Brytanii. 2 sierpnia 1917 Nicolay Fougner zwodował w Norwegii pierwszy statek oceaniczny o własnym napędzie. Był to około 30-metrowy Namsenfjord. Po sukcesie tego projektu nastąpiły zamówienia na kolejne jednostki, a w październiku Norweg został zaproszony do USA celem rozwinięcia tam produkcji takich jednostek.
W czerwcu 1942 został utworzony na terenie nazistowskich Niemiec specjalny komitet, który miał za zadanie zająć się budową tego typu statków. Nosił on nazwę „Sonderausschuss Betonschiffbau” (dosłownie: „specjalny wydział – budownictwo statków betonowych”). Jego szefem został mianowany inżynier Ulrich Finsterwalder.
Okręty betonowe budowano głównie w stoczni w Darłowie, z racji ograniczeń wojennych co do użycia stali. Kadłub jednego z nich – Ulrich Finsterwalder – znajduje się na jeziorze Dąbie w okolicach Inoujścia, drugi – Karl Finsterwalder – na dnie Morza Bałtyckiego w okolicach Wisełki, a trzeci z okolic Darłowa został wysadzony w powietrze na początku lat 70. XX wieku. Były to tankowce przewożące benzynę syntetyczną z fabryki benzyny syntetycznej w Policach do Świnoujścia. Zastosowanie do ich budowy betonu wynikało z braku stali. Statki o betonowych kadłubach z tych samych przyczyn budowano także w USA zarówno podczas I jak i II wojny światowej, zwłaszcza w czasie operacji w Normandii. Niektóre z nich do tej pory wykorzystywane są jako pływające falochrony.

O tym, że tego typu jednostki powstawały nie tylko nad polskim morzem świadczy ten fragment oryginalnego tekstu: 

Budowa betonowych statków w Niemczech była przedsięwzięciem doraźnym. Powstały dwa tankowce o wyporności po 3000 ton – zostały one stracone. Ponadto: 1000-tonowy w Wiedniu, nieukończone jednostki 700-tonowe oraz 750-tonowe barki – które były ciężkie, jednak niezbyt wytrzymałe. 3400 tonowy tankowiec bałtycki (...) i 3700-tonowy frachtowiec (...).

Poza tym powstały między innymi nad Wezerą, w Paryżu 700-tonowe jednostki (na przykład statek typu Tauberta) oraz większe, około 3400-tonowe tankowce oceaniczne w Ruegenwalde (niemiecka nazwa Darłowa) i Warnie.